# Lago Thórisvatn
O Thórisvatn  (em islandês:  Þórisvatn;   pronúncia) é um antigo lago – hoje em dia um reservatório artificial de água – situado na região de Suðurland, no sul da Islândia, e localizado a oeste do glaciar Vatnajökull.                                                                                                                                                                                                                                                                                              
Tem uma área de 88 km², uma profundidade máxima de 114 m, e está situado a 561-578 m acima do nível médio do mar. Recebe a água do rio Þjórsá, proveniente do glaciar Hofsjökull.